# Centralmassivet
Centralmassivet (franska: Massif central) är ett höglandsområde som täcker en sjättedel av Frankrikes yta. I området, som är beläget väster om floden Rhône och mellan södra och centrala Frankrike, finns en mängd slocknade vulkaner, inklusive den 1 856 m höga Cantal. Runt varma källor har kurorter som Vichy vuxit upp.
Områdets högsta topp är Puy de Sancy, som uppnår en höjd av 1 885 m. Centralmassivet är förhållandevis glest befolkat och består till stor del av omfattande skogar och hedar. I området bedrivs boskapsskötsel och mejeriproduktion.
De största städerna i området är Saint-Étienne och Clermont-Ferrand.

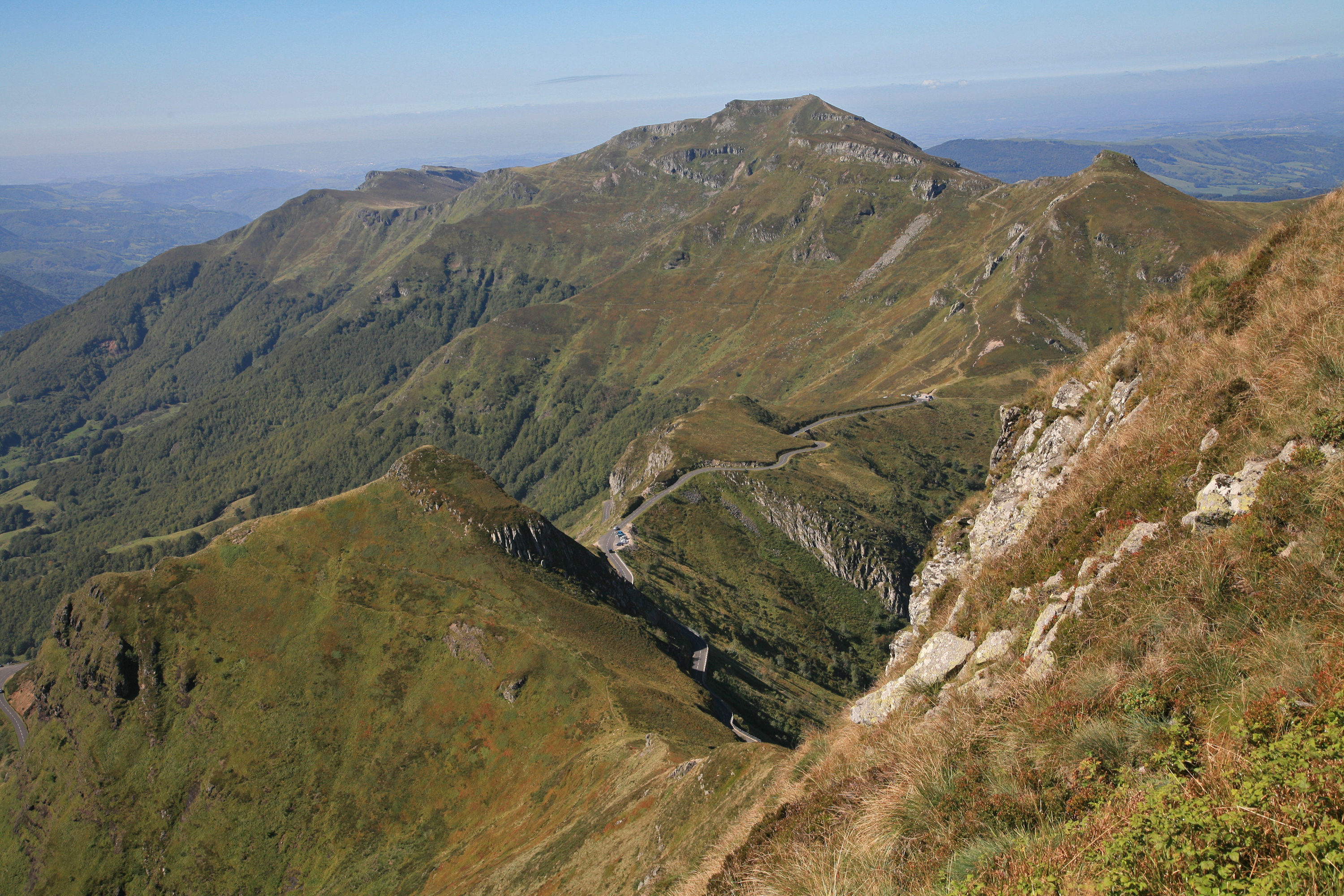
Bergstoppar av vulkaniskt ursprung i regionen Auvergne.
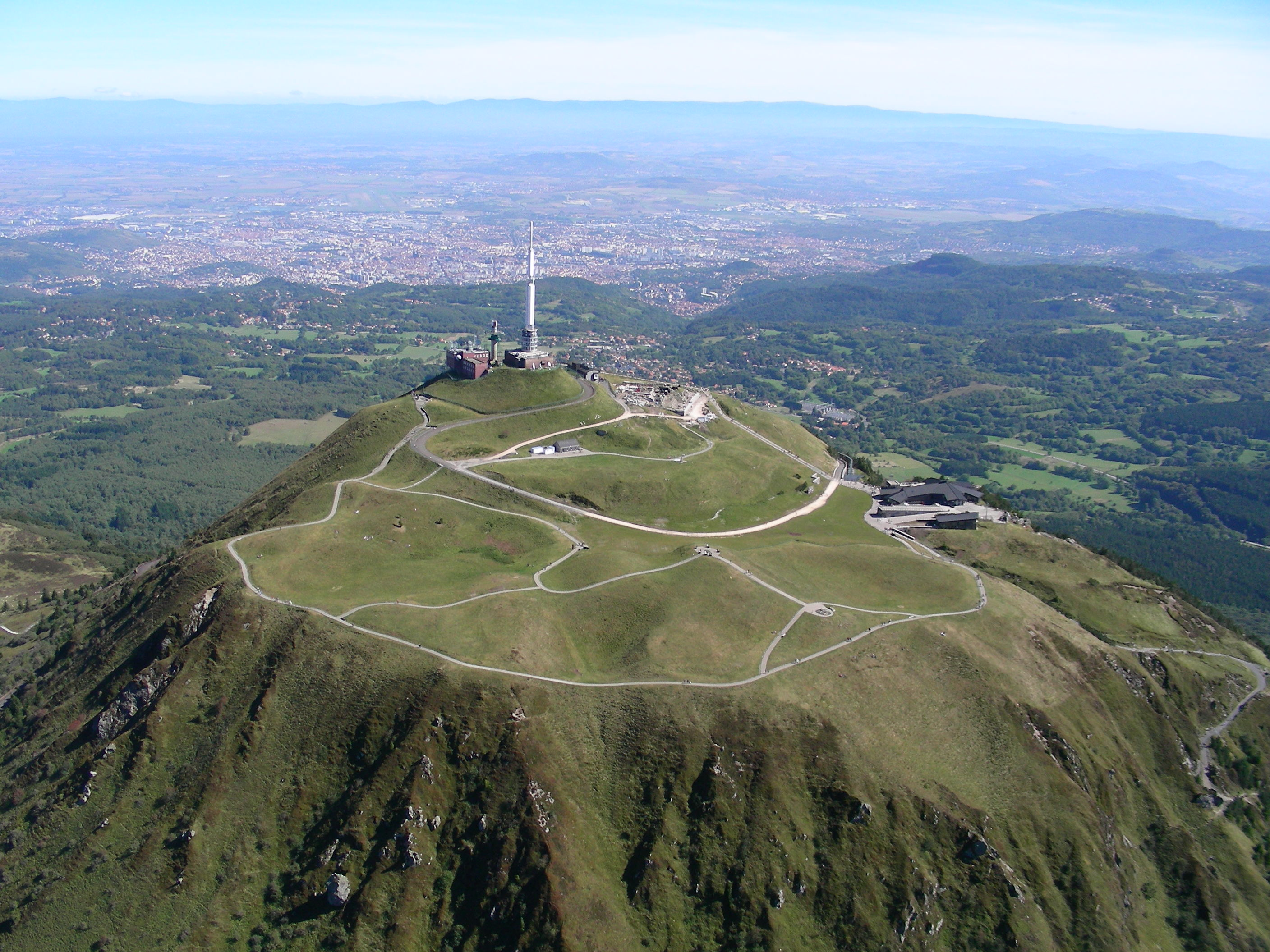
Berget Puy de Dôme, den högsta toppen av bergskedjan Chaîne des Puys i norra Centralmassivet.